# معادله همیلتون–ژاکوبی–اینشتین
معادله همیلتونی-ژاکوبی-اینشتین یا معادله اینشتین-همیلتونی-ژاکوبی در نسبیت عام، معادله ای در فرمولبندی همیلتونی ژئومترودینامیک با استفاده از اَبَرفضاست که در سال ۱۹۶۲ توسط ای پرس منتشر شد. نام آن برگرفته از نامهای آلبرت اینشتین، کارل گوستاو یاکوب یاکوبی و ویلیام همیلتون است.
معادله همیلتونی-ژاکوبی-اینشتین به اندازه هر ده معادله اینشتین اطلاعات در خود گنجانده است. 
این معادله تغییریافته معادله همیلتونی-یاکوبی مکانیک کلاسیک است که می توان آن را از عمل اینشتین-هیلبرت و با استفاده از اصل کمترین عمل در صورت گرایی ای دی ام استنتاج کرد.